# Kampinos (gemeente)
De gemeente Kampinos is een landgemeente in het Poolse woiwodschap Mazovië, in powiat Warszawski zachodni.
De zetel van de gemeente is in Kampinos.
Op 30 juni 2004 telde de gemeente 4076 inwoners.

## Oppervlakte gegevens
In 2002 bedroeg de totale oppervlakte van gemeente Kampinos 84,25 km², waarvan:
- agrarisch gebied: 73%
- bossen: 19%

De gemeente beslaat 15,81% van de totale oppervlakte van de powiat.

## Demografie
Stand op 30 juni 2004:
| Omschrijving                   | Totaal | Totaal | Vrouwen | Vrouwen | Mannen | Mannen |
| ------------------------------ | ------ | ------ | ------- | ------- | ------ | ------ |
| eenheid                        | aantal | %      | aantal  | %       | aantal | %      |
| inwoners                       | 4076   | 100    | 2061    | 50,6    | 2015   | 49,4   |
| bevolkingsdichtheid (inw./km²) | 48,4   | 48,4   | 24,5    | 24,5    | 23,9   | 23,9   |

In 2002 bedroeg het gemiddelde inkomen per inwoner 1304,69 zł.

## Administratieve plaatsen (sołectwo)
Budki Żelazowskie, Gnatowice, Grabnik, Granica, Józefów, Kampinos, Kampinos A, Komorów, Kwiatkówek, Łazy, Pasikonie, Pindal, Podkampinos, Prusy, Skarbikowo, Strojec, Strzyżew, Szczytno, Wiejca, Wola Pasikońska, Zawady

## Overige plaatsen
Bieliny, Kirsztajnów, Koszówka, Łazy Leśne, Rzęszyce, Stare Gnatowice.

## Aangrenzende gemeenten
Brochów, Leoncin, Leszno, Sochaczew, Teresin